# Aimé Dandoy
Aimé Dandoy, Figaro de son nom de guerre, né à Jumet, le 3 novembre 1908, probablement mort à Bergen-Belsen après mars 1945, était un héros de la résistance belge durant la Seconde Guerre mondiale. Il était commandant national du Mouvement national belge.

## Biographie
Aimé Léon Georges Ghislain Dandoy nait à Jumet, le 3 novembre 1908. Son frère, Georges Dandoy naîtra en 1912 à Lodelinsart. La famille quitte la région de Charleroi et vient s'installer à Bruxelles. 
En 1928, il fait son service militaire avec le grade de caporal. 
En 1940, les deux frères Dandoy tiennent un salon de coiffure au 62, de la rue de l'Étang à Etterbeek. Il prend part à la Campagne des 18 jours et est fait prisonnier par les Allemands mais parvient à s'évader tandis qu'il traverse le Limbourg. Il rentre à Bruxelles à bicyclette. 
Très vite, il travaille pour un réseau de renseignement allié et mène avec succès plusieurs missions en Allemagne. Le 17 décembre 1940, il fonde le Mouvement National Belge qui est l'un des principaux réseaux nationaux de résistance en Belgique durant la Seconde Guerre mondiale. En juillet 1941, il fonde avec Camille Joset le journal clandestin « La Voix des Belges » . En septembre 1941, Aimé Dandoy est conforté dans son rôle et devient le président national du M.N.B.. En 1941 également, il se rend en Espagne avec François Van Someren. Leur objectif est de créer une filière d'évacuation en s'assurant de la collaboration de personnes de confiance pouvant offrir un point de chute tout au long du parcours. De nombreux pilotes alliés pourront ainsi regagner l'Angleterre.

### Arrestation
Aimé Dandoy est arrêté par la Gestapo le 23 octobre 1941 tandis qu'il prenait livraison du journal clandestin de « La Voix des Belges » à l'imprimerie L. Wijckman-F. Schoubben. Il est incarcéré à la prison de Saint-Gilles pendant de long mois en attente de son jugement qui interviendra le 20 janvier 1942. Il est condamné à quinze années de travaux forcés. Il est déporté en Allemagne le 20 mai 1943 et mis au secret. On retrouve sa trace à la prison de Bochum, puis au camp de Esterwegen durant l'hiver 43-44. On sait également que le 30 octobre 1944 il arrive à Gross-Rosen où il porte le matricule 82.009. Il est à Bayreuth en novembre 1944, à Nordhausen en mars 1945 et on perd définitivement sa trace à Bergen-Belsen en mars 1945.

### Hommages
- Le 15 décembre 1946 est inaugurée une plaque commémorative au 62, rue de l'Étang à Etterbeek. La plaque est aujourd'hui conservée dans le hall d'entrée de la maison communale d'Etterbeek (la maison ayant été détruite).
- En 1949, la Place Aimé Dandoy (qui deviendra le square Aimé Dandoy) est inaugurée à Etterbeek.
- Reconnaissance officielle adressée par Dwight Eisenhower: « the gratitude and appreciation of American people for gallant service in assisting the escape of Allied soldiers from the ennemy ».
- Maurice Carême écrit le poème intitulé A la Mémoire d'A.D. (Résistant)[1].